# Koronás tokó
A koronás tokó (Lophoceros alboterminatus) a madarak osztályának a szarvascsőrűmadár-alakúak (Bucerotiformes) rendjéhez, ezen belül a szarvascsőrűmadár-félék (Bucerotidae) családjához tartozó faj.

## Rendszerezése
A fajt Johann Büttikofer svájci zoológus írta le 1889-ben. Régebben a Tockus nembe sorolták Tockus alboterminatus néven is.

## Alfajai
- angolai koronás tokó (Lophoceros alboterminatus alboterminatus) – Angola
- kelet-afrikai koronás tokó (Lophoceros alboterminatus geloensis) – Etiópia, Kenya, Tanzánia, Uganda, Zambia
- dél-afrikai koronás tokó (Lophoceros alboterminatus suahelicus) – Mozambik, Zimbabwe, Dél-afrikai Köztársaság

## Előfordulása
Afrika keleti és déli részén honos. Különösen a csapadékban szegény területeken, Kenya északi felének száraz, fás szavannáin fordul elő nagyobb számban. Etiópiától délre egészen Dél-Afrikáig széles körben elterjedt faj. 
Természetes élőhelyei a szubtrópusi és trópusi száraz erdők, síkvidéki és hegyi esőerdők, valamint városi régiók. Állandó, nem vonuló faj.

## Megjelenése
Testhossza 50 centiméter, testtömege 180-332 gramm. Karakteres megjelenésű faj, hasa fehér, ezzel szemben nyaka, feje, háta és szárnya szürkésfekete. Csőre piros, lefelé ívelt, hátoldalán keskeny él található, amely valószínűleg a csőr erősítésére szolgál. Csőrén különös alakú szaruképződmények vannak. Nyaka és farka hosszú. Szárnya rövid és lekerekített, ezért nem tartozik a legjobban repülő madarak közé. A tojó színezete ugyanolyan, mint a hímé.

## Életmódja
Messze hangzó suhogással repül fáról fára. Egy-egy ágon hosszú ideig elül, és sűrűn hallatja rekedtes hangját. Ha szél mozgatja az ágat, ültében előre-hátra billeg, miközben hosszú farkával és erős csőrével folyamatosan egyensúlyoz.
Gyakran egész életen át tartó párkapcsolatban vagy kis csoportokban él. Tápláléka rovarok, gyümölcsök és bogyók; kis kígyók és hüllők.

## Szaporodása
Az ivarérettséget egyéves korban éri el. A költési időszak az esős időszakra esik, amikor bőven van táplálék. Évente egyszer költ. A fészek egy fa odvában, ritkábban sziklák hasadékában van. A hím és a tojó befalazza a fészeküreget iszap, sár és ürülék keverékével. Csak egy keskeny rés marad szabadon, a hím ezen keresztül adja be a táplálékot. A fészekaljban 3-5 fehér tojás található. 
A tojó, amikor a hím egyedül már nem győzi a táplálást, kitör az odúból.
A fiatal madarak 40-45 nap után repülnek ki.

## Természetvédelmi helyzete
Az elterjedési területe rendkívül nagy, egyedszáma ugyan csökken, de még nem éri el a kritikus szintet. A Természetvédelmi Világszövetség Vörös listáján nem fenyegetett fajként szerepel.